# William Henry Preece

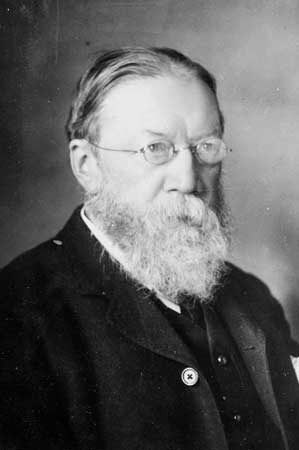
William Henry Preece

Sir William Henry Preece (* 15. Februar 1834 in Caernarfon; † 6. November 1913 ebenda) war ein walisischer Elektroingenieur und Erfinder.
Er besuchte King’s College London, studierte an der Royal Institution in London bei Michael Faraday und arbeitete dann bei der London and South Western Railway. In den 1870ern war er beratender Ingenieur des Post Office und brachte im Jahr 1877 das erste Paar Telefone nach dem System von Graham Bell nach London, meinte aber, dass man im Vereinigten Königreich keine brauche, da es genügend Laufburschen gebe. 1892 wurde er Chefingenieur des British General Post Office.
Er entwickelte einige Verbesserungen in der Eisenbahnsignalisierung. Er korrespondierte in dieser Zeit mit Oliver Lodge über bespulte Leitungen.
In den Jahren von 1883 bis 1888 betrieb er Studien zum Schmelzen von stromdurchflossenen Drähten und entwickelte eine empirische Formel für die material- und durchmesserabhängigen Grenzströme, wie sie für Schmelzsicherungen benötigt werden.
1885 experimentiert er zusammen mit Arthur West Heaviside, der Divisional Engineer beim British General Post Office und der acht Jahre älterer Bruder von Oliver Heaviside war, an parallelen Telegraphenleitungen und drahtlosen Telephonempfängern, wobei sie Radio-Induktion (Übersprechen) entdeckten.
1889 übertrug er erfolgreich Morsezeichen drahtlos per Funktelegrafie über 1,6 km bei Coniston Water, im Jahr 1892 entwickelte er ein darauf aufbauendes drahtloses Telegraphiesystem. In den Folgejahren ab 1897 unterstützte er vor allem die Experimente und Aufbauten zur drahtlosen Telegrafie von Guglielmo Marconi, welcher die erste transatlantische Funkübertragung zwischen Nordamerika und Europa realisierte.
1899 wurde er als Knight Commander des Order of the Bath zum Ritter geschlagen.